# Tatra KT8D5R.N2P
Tatra KT8D5R.N2P (též KT8D5.RN2P nebo KT8D5-RN2P) je tříčlánkový, částečně nízkopodlažní tramvajový vůz, který vznikl modernizací československé tramvaje Tatra KT8D5. Hlavní změnou oproti původnímu typu je nový střední článek s nízkopodlažní částí a také nová elektrická výzbroj. Tramvaje KT8D5R.N2P jsou provozovány v Praze a Plzni, rekonstrukce probíhají od roku 2004.

## Historické pozadí
Po zahájení modernizací vozů KT8D5 v Brně a Ostravě se rozhodl tyto tramvaje rekonstruovat i jejich největší český provozovatel, Dopravní podnik hl. m. Prahy (DPP). Pražský tramvajový vozový park neobsahoval v roce 2004 žádné nízkopodlažní vozidlo (vyjma čtyř odstavených tramvají Tatra RT6N1). Dobré výsledky a zkušenosti s provozem modernizovaných tramvají KT8D5 na Moravě přiměly DPP k zahájení obdobných rekonstrukcí, u kterých je nejvýznamnější změnou náhrada středního článku tříčlánkové tramvaje novým nízkopodlažním. Novým prvkem se naopak stala náhrada původní elektrické výzbroje novou, což nebylo u brněnských a ostravských vozů prováděno.
V roce 2006 se k obdobné variantě modernizace jako DPP přiklonily i Plzeňské městské dopravní podniky.

## Modernizace
Tramvaj KT8D5R.N2P je modernizována velice podobným způsobem jako ostatní rekonstruované vozy KT8D5. Na první pohled je nejvýraznější změnou výměna středního článku, místo původního byl osazen nový nízkopodlažní o výšce podlahy 350 mm nad temenem kolejnice (TK), který vyrábí firma Krnovské opravny a strojírny (KOS) a dodává jej PRAGOIMEX (do roku 2006 ČKD PRAGOIMEX) pod typovým označení ML8LF. Nízkopodlažní část je třemi schody spojena podlahou ve standardní úrovni (900 mm nad TK, v prostoru kloubů 970 mm), která se nachází v krajních článcích. Ty byly odstrojeny, kompletně opraveny a také v kritických místech zesíleny. Pražské tramvaje KT8D5R.N2P mají také na rozdíl od těch plzeňských zakryté podvozky i spřáhla, což vede ke snížení hlučnosti vozidla. Interiér byl oproti brněnským či ostravským tramvajím modernizován výrazněji. Byly osazeny plastové sedačky potažené textilií, podlahu pokryla protiskluzová krytina. Kabiny řidiče byly nahrazeny novými půlkruhovými, ovládací prvky vozidla byly zmodernizovány, tramvaj je nově ovládána ručním řadičem místo pedály. Novinkou je také instalace kamerového systému (celkem osm kamer vně i uvnitř vozidla), jejichž obraz vede do řidičovy kabiny na dva LCD monitory. Tramvaj byla také vybavena elektronickými informačními panely.
Podvozky a trakční motory byly ponechány původní a byla na nich provedena generální oprava. Nově byla osazena elektrická výzbroj typu TV Progress od firmy Cegelec, která se celá kromě odporníku výhybky (ten je umístěn na střeše středního článku) nachází pod podlahu v krajních článcích. Původní pantografy byly nahrazeny polopantografy, které vyrábí společnost Stemmann či LEKOV. Pražské tramvaje KT8D5R.N2P jsou také charakteristické přidanými halogenovými reflektory a prohnutými bílými pruhy na obou čelech vozu, díky čemuž jsou na první pohled pro protijedoucí řidiče tramvají odlišitelné.

## Provoz tramvají Tatra KT8D5R.N2P

### Plzeň
| Provoz | Článek | Typ        | Roky modernizací | Počet vozů | Poznámky |
| ------ | ------ | ---------- | ---------------- | ---------- | -------- |
| Plzeň  | článek | KT8D5R.N2P | 2006–2009        | 12 kusů    |          |

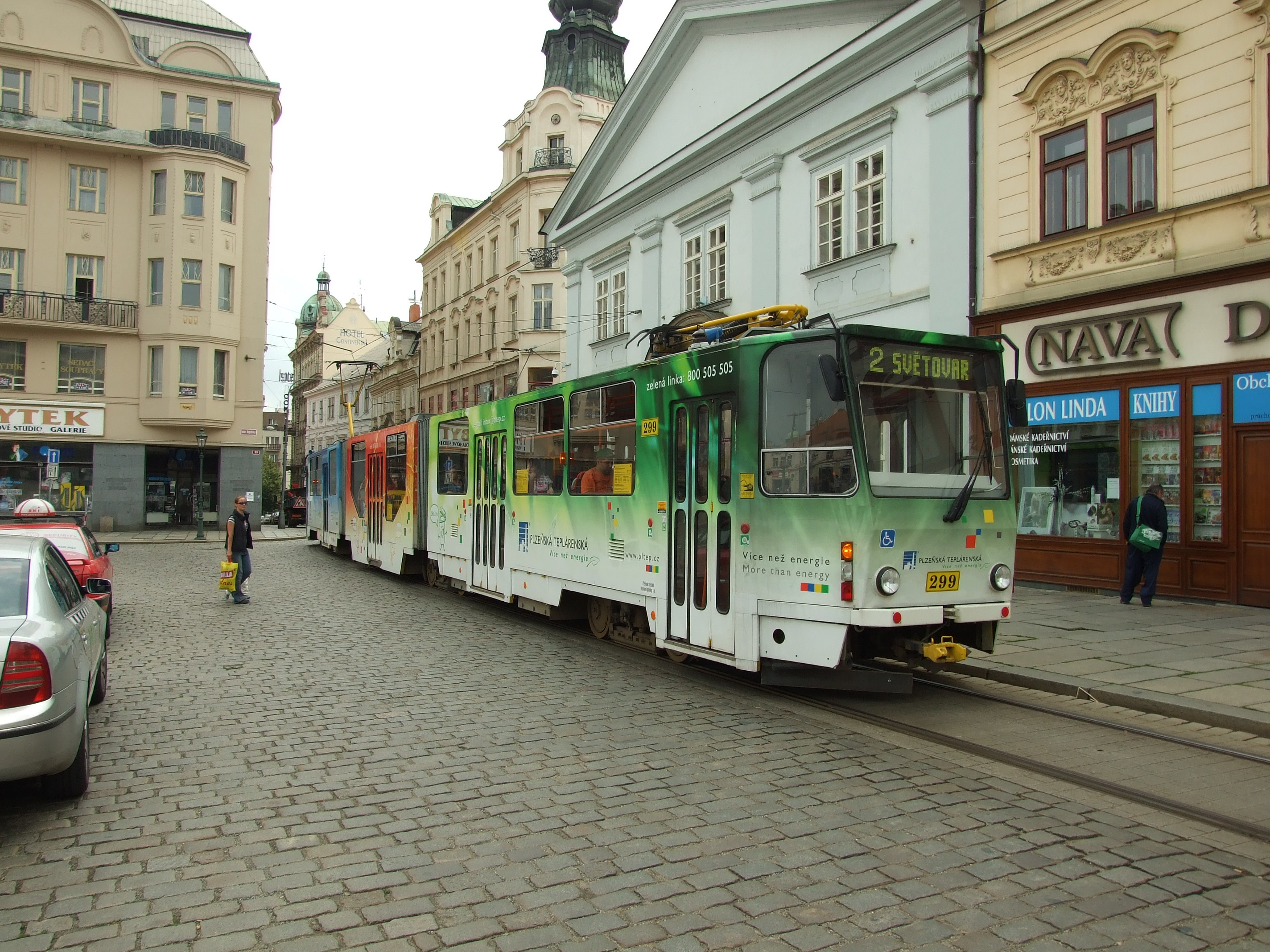
Tatra KT8D5R.N2P v Plzni

Plzeňské městské dopravní podniky přistoupily k modernizaci svých tramvají KT8D5 až jako jejich poslední provozovatel v Česku. Na podzim 2006 byl odeslán do Krnova první vůz evidenčního čísla 297, do svého domovského města se vrátil v dubnu 2007, přičemž s cestujícími jezdí po složení zkoušek od června 2007. Ještě tentýž rok byly modernizovány další dva vozy, roku 2008 dva a v roce 2009 sedm. Tím byla završena modernizace všech 12 plzeňských tramvají typu KT8D5.
Rekonstrukce plzeňských tramvají KT8D5 probíhala v prostorách firmy KOS.

### Praha
| Provoz | Článek | Typ        | Roky modernizací | Počet vozů | Poznámky |
| ------ | ------ | ---------- | ---------------- | ---------- | -------- |
| Praha  | článek | KT8D5R.N2P | 2004–dosud       | 55 kusů    |          |

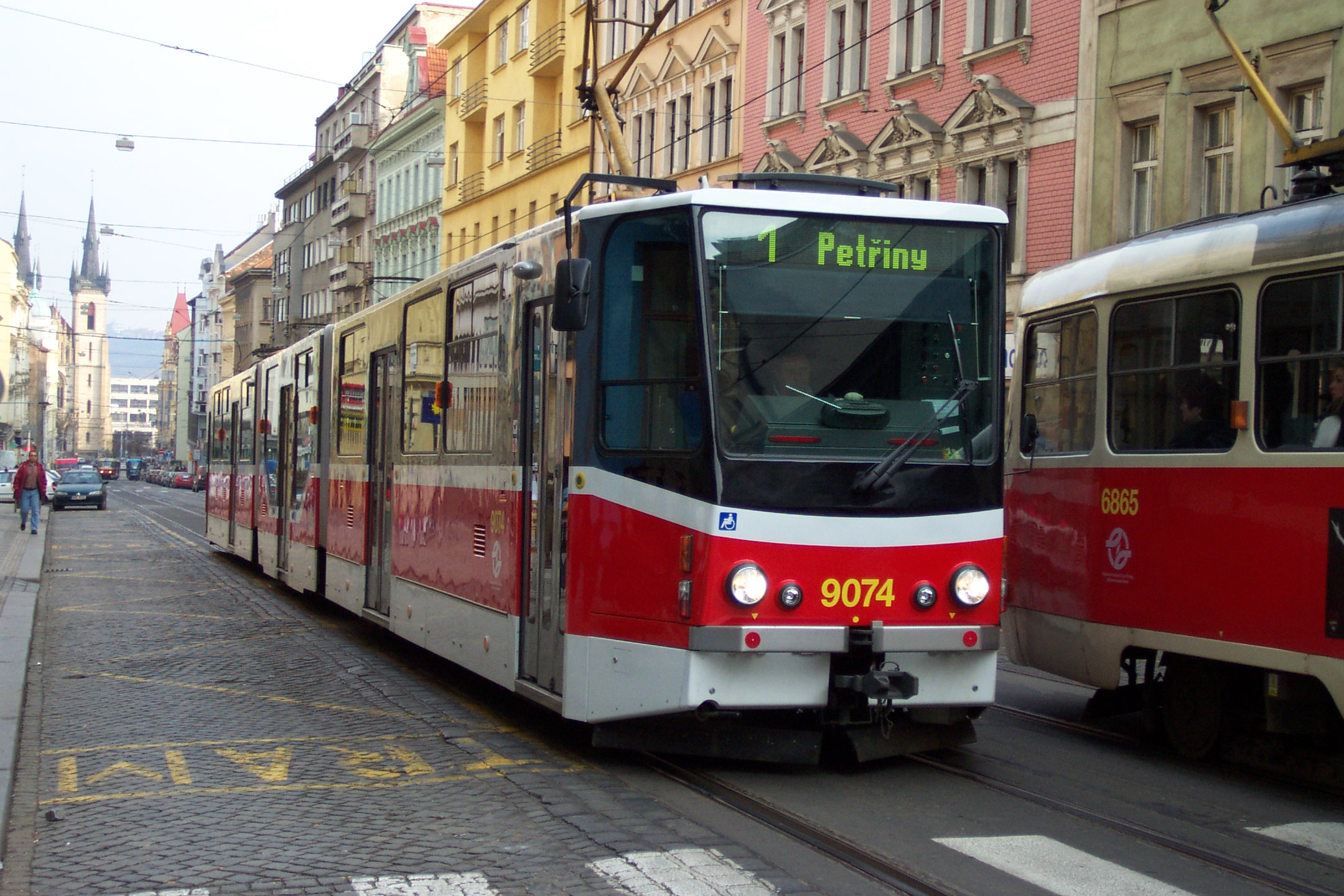
Pražská tramvaj KT8D5R.N2P

První pražská tramvaj KT8D5R.N2P ev. č. 9082 byla modernizována mezi jarem 2004 a počátkem roku 2005, do Prahy byla dovezena v dubnu 2005. Po dlouhých zkušebních jízdách byla zařazena do pravidelného provozu v září téhož roku. Další vozy následovaly v počtu přibližně pěti rekonstruovaných tramvají ročně. Poslední původní pražská tramvaj č. 9030 byla k modernizaci přistavena v létě 2013, její rekonstrukce na vůz č. 9080 byla dokončena na začátku roku 2014. Celkem bylo přestavěno 46 vozidel, tramvaj č. 9048 byla v původním stavu zařazena do sbírek muzea MHD. První polovina vozů KT8D5R.N2P určených pro Prahu byla rekonstruována ve firmě Pars nova, druhou polovinu modernizoval Dopravní podnik vlastními silami ve svých ústředních dílnách.
Ve druhé polovině roku 2014 zakoupil DPP dvě ojeté tramvaje KT8D5 z německého Strausbergu, které původem pocházely z Košic. Oba vozy byly v následujících měsících rovněž modernizovány na typ KT8D5R.N2P, přičemž doplnily pražskou flotilu tramvají na plný počet 48 vozů. Nahradily tak tramvaj č. 9006, zrušenou v roce 1995 po nehodě, a vůz č. 9048, který byl roku 2013 v původní podobě přeřazen mezi muzejní vozidla. V roce 2016 odkoupil DPP dalších sedm ojetých vozů KT8D5, tentokrát z maďarského Miskolce. Z tohoto města pořídil DPP v roce 2019 i zbylých tamních osm vozů KT8D5. Všech těchto 15 tramvají, původně dodaných do Mostu a Košic, bylo v Praze zařazeno do modernizačního programu, který má být ukončen v roce 2024. První tři vozy byly zprovozněny v roce 2020.
Zvláštností pražských vozidel KT8D5R.N2P je evidenční číslo. To je odlišné od evidenčního čísla, které měl vůz před rekonstrukcí, jež bylo zvýšeno o 50. Například tedy tramvaj KT8D5 ev. č. 9024 má po modernizaci na typ KT8D5R.N2P ev. č. 9074. Původem strausberský vůz č. 23 byl označen pražským číslem 9056, které doposud tvořilo mezeru v souvislé číselné řadě. Druhá tramvaj ze Strausbergu obdržela č. 9098. Tramvaje pořízené z Miskolce pak dále navazují čísly 9099 a vyššími.